# 林方立木尺〆法
林方立木尺〆法（はやしかたりゅうぼくしゃくしめほう）は、天保6年、江戸幕府によって制定された立木積計算法である。

## 概要
目通回（めどおりまわり）つまり目通りの高さで樹の周囲を測り、尺単位で表し、これを 3.16 で除したものを目通直径とし、これに1寸を加えたものを元口の直径とし、目通直径から目通以上の高さ1間ごとに1寸を減じたものを末口の直径とし、この平均直径を2乗して 0.79 を乗じたものを断面積とし、断面積に長さ（間）を乗じ2で割ったものを丸太材積尺〆とする。
不精密ではあるが、木材の単位として尺〆を用いることが公定された最初である。